# جامعة برلين للفنون
جامعة برلين للفنون (بالألمانية: Universität der Künste Berlin) وكانت تسمى حتى العام 2001 بكلية الفنون برلين (بالألمانية:Hochschule der Künste Berlin) هي أكبر جامعة فنون في أوروبا. أُسِّسَت عام 1696 على يد فريدرش الأول وهي واحدة من أقدم جامعات الفنون في العالم. تُعد جامعة برلين للفنون أصغر جامعة من الجامعات الأربع في المدينة، وقد نشأت من خلال الدمج التدريجي للعديد من المؤسات التعليمية الخاصة بالموسيقى، فنون العمارة، الفنون البصرية والتصميم على مدار 150 سنة. وفقاً لإحصائية عام 2021 يبلغ عدد الطلاب في الجامعة 4151، وعدد العاملين وفق إحصائية عام 2019 قرابة 2106.
تتكون جامعة برلين للفنون من أربع كليات: كلية الفنون البصرية، كلية التصميم، كلية الموسيقى وكلية فنون الأداء بالإضافة إلى المعهد المركزي للتطوير المهني الذي يعرف أيضا باسم الكلية المهنية لجامعة برلين للفنون (بالإنجليزية: UdK Berlin Career College). تدير الجامعة بلإضافة إلى ما سبق مركزين جامعيين هما معهد برلين للجاز (بالألمانية: das Jazz-Institut Berlin) بالشراكة مع أكاديمية هانز أيزلير للموسيقى (بالألمانية: Hochschule für Musik Hanns Eisler Berlin) والمعهد الجامعي الشامل للرقص بالتعاون مع أكاديمية إرنست بوش للفنون المسرحية (بالألمانية: Hochschule für Schauspielkunst Ernst Busch).

## الموقع
تقع مبان الجامعي في خمسة عشر موقعاً مختلفاً في انحاء مدينة برلين الألمانية، إلا ان الغالبية العظمى تتوزع في مقاطعة شارلوتنبورج فيلمسدورف. مبنى الجامعة الرئيسي يقع في شارع هاردينبيرغ 33 (Hardenbergstraße) قرب محطة قطار حديقة حيوانات برلين (بالألمانية: Bahnhof Berlin Zoologischer Garten)، في نفس الشارع توجد مبان أخرى تابعة للجامعة كالمبنى رقم 41 التابع للمؤسسة الملكية للموسيقى الكنائسية سابقاً والمبنى رقم 9. مرافق جامعية أخرى تقع في شارع بوندسآلي (Bundesallee) في المبان ذات الأرقام 1ـ 12 كمبنى مدرسة يوآخيمشتالشس الثانوية سابقاً (بالألمانية: Joachimsthalsches Gymnasium). في شارع أينشتاينوفر (Einsteinufer) تعود المباني ذات الأرقام 43–53 أيضا للجامعة حيث كانت توجد سابقاً مدرسة الحكومية للبصريات وتكنولوجيا الصور (بالألمانية: Staatliche Fachschule für Optik und Fototechnik) والتي دُمجت مع الجامعة لاحقاً. تتوزع مبان أخرى تابعة لجامعة برلين للفنون في كل من شارع فازانين (Fasanenstraße) حيث توجد مكتبة الجامعة «فولكسفاجن» هناك، شارع جرايناور (Grainauerstraße)، شارع جرونيفالد (Grunewaldstraße)، شارع كارلسروير (Karlsruher Straße)، شارع ليتزنبرغر (Lietzenburger Straße)، شارع ميرندورف (Mierendorffstraße) شارع 17 تموز (Straße des 17. Juni) وشارع اوفر (Uferstraße).

## التاريخ

### المؤسسات السابقة
تاريخ الجامعة حتى عام 1975 معقد ومتشابك، حيث أنها نشأت عن اندماج عدد من المؤسسات والمعاهد مع بعضها البعض. تتألف كلية الفنون التشكيلية من الأكاديمية البروسية للفنون 1696 (بالألمانية: Preußische Akademie der Künste)، المؤسسة التعليمية التابعة لمتحف برلين للفنون الحرفية 1867، مدرسة الفنون الملكية في برلين 1869 (بالألمانية: Königliche Kunstschule zu Berlin)، مدرسة الفنون الحرفية 1861 (بالألمانية: Kunstgewerbe- und Handwerkerschule)، مدرسة الفن الجرافيكي وصناعة الكتب 1892 (بالألمانية: Meisterschule für Graphik und Buchgewerbe). بينما نشأت كلية الموسيقى من إندماج كل من المؤسسة الملكية للموسيقى في برلين 1822 (بالألمانية:Königliche Musik-Institut Berlin)، معهد شتيرن للموسيقى 1850 (بالألمانية: Stern’sche Städtische Konservatorium)، الكلية الأكاديمية الملكية للفنون الموسيقية التي أسسها جوزيف خواكيم 1869 والتي أصبحت تسمى منذ عام 1918 بالكلية الأكاديمية الحكومية للموسيقى ومدرسة هيبل للفنون المسرحية (بالألمانية:Hebbel-Theater-Schule) التي تأسست عام 1946 وأُغلقت عام 1951.نشأت دراسة التمثيل والفنون المسرحية عام 1951 في مدرسة ماكس- راينهارت (بالألمانية:Max-Reinhardt-Schule für Schauspiel) التي أسستها هيلدا كوربر، والتي دُمجت عام 1964 مع كلية الموسيقى والفنون المسرحية وعام 1975 مع كلية الفنون التشكيلية التابعة لكلية الفنون والتي أصبحت تعرف اليوم بجامعة برلين للفنون.

### كلية برلين للفنون (HdK) منذ 1975 حتى 2001
في 30 سبتمبر 1975 دُمجت كل من الكلية الحكومية للفنون التشكيلية والكلية الحكومية للموسيقى وفنون الأداء لتُشكلا معاً كلية برلين للفنون (بالألمانية: Hochschule der Künste Berlin).
في الفصل الأول من العام الدراسي 1976/1977 أعلن طلاب جامعة برلين الحرة إضراب أمتد ليطال جميع الجامعات والكليات في الجزء الغربي من المدينة، وبتاريخ من 6 ديسمبر 1976 أنضم طلاب العديد من التخصصات في كلية برلين للفنون آنذاك للإضراب.
خلال فترة رئاسة أولريش رولف للكلية (1977 إلى 1991) أُجريت العديد من الأصلاحات كما وتم توسيع الكلية بشكل كبير. بعد إغلاق كلية التربية في برلين عام 1980 أُدرِج تخصصي تعليم الفنون والموسيقى إلى قائمة التخصصات التي تطرحها كلية برلين للفنون (HdK). بعد انهيار جدار برلين عام 1989 أصبحت الكلية تابعة لبرلين بشقيها الشرقي والغربي ما فتح لها العديد من فرص التطور بسبب هيكلية النظام الإقتصادي الجديد لولاية برلين، حيث تم على سبيل المثال التخلي عن كل من قسم الطباعة وقسم التربية والعلوم الإجتماعية، وإدراج مجالات دراسية جديدة كالموسيقى الحديثة، العلاج بالموسيقى والكتابة الإبداعية.
مع مرور الوقت بنت الكلية العديد من شبكات العلاقات الدولية، كما أدى الإصلاح الهيكلي للكلية 1996 إلى تحولها لجامعة تتضمن أربع كليات ذات توجهات فنية هي: الفنون البصرية، التصميم، فنون الأداء والموسيقى.

### جامعة برلين للفنون (UdK) منذ 2001
في 1 نوفمبر 2001 حصلت كلية الفنون في برلين على لقب «جامعة». لم ينتج عن تغير اللقب أي تغير في هيكلية الجامعة إذ كانت حتى قبل حصولها عليه الجامعة الوحيدة في برلين التي تمنح درجة الدكتوراه في المجالات الفنية، وكان يتم التعامل معها من حيث الدعم المادي والميزانية كباقي الجامعات في الولاية. كان الهدف الرئيسي من تغيير اسم الجامعة هو سعي إدارتها لتسميتها باسم شائع دوليا ، حيث ان كل من كلمة Hochschule وUniversität باللغة الألمانية تعبران عن المنشئات التعليمية الجامعية دون إختلاف في درجة الكفاءة. إلى جانب كل من جامعة بريمن للفنون وجامعة فولكفانغ في إسّن (بالألمانية: Folkwang Universität der Künste)، فإن جامعة برلين للفنون هي إحدى الجامعات الفنية القليلة في ألمانيا والتي جمعت تخصصات الموسيقى، الفنون التشكيلية والأدائية إلى جانب التصميم تحت سقف واحد.

## الرؤساء منذ التأسيس كلية الفنون (HdK) عام 1975

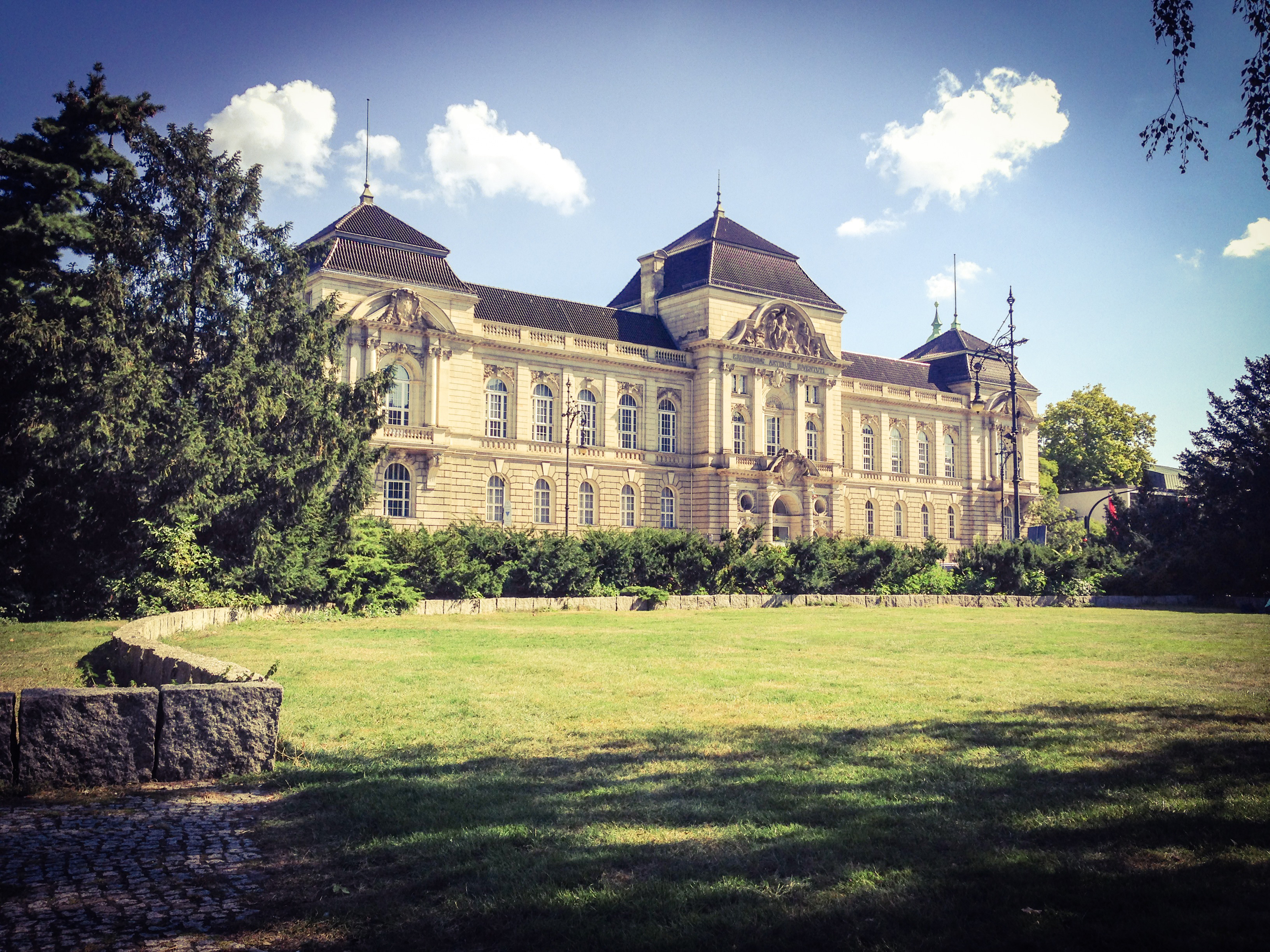
المبنى الرئيسي لجامعة الفنون برلين في شارع هاردنبيرغ

- 1975–1977: ديتليف ميشائيل نواك
- 1977–1991: أولريش رولوف
- 1992–1996: أولاف شفينك
- 1996–2005: لوتر روماين
- 2006–2020: مارتن رينرت
- منذ 2020: نوربرت بلتز

## الدراسة في الجامعة
تطرح جامعة برلين للفنون قرابة 70 تخصص مختلف، بما يتضمن درجات البكالوريوس، الماجستير والدكتوراه. حيث أن الجامعة حكومية، فإن الدراسة فيها تقرباً مجانية، إذ يتوجب على الطلبة الملتحقين دفع قاربة 30 يورو رسوماً للتسجيل و320 يورو تكلفة لبطاقة الفصل والتي تتيح للطلاب استخدام وسائل النقل العامة في انحاء الولاية مجاناً طوال الفصل الدراسي، إلا ان طلاب كل من تخصص الصحافة الثقافية، الريادة في الإتصال الرقمي، العلاج بالموسيقى والدراسات والفنون الصوتية يتوجب عليهم دفع رسوم إضافية.

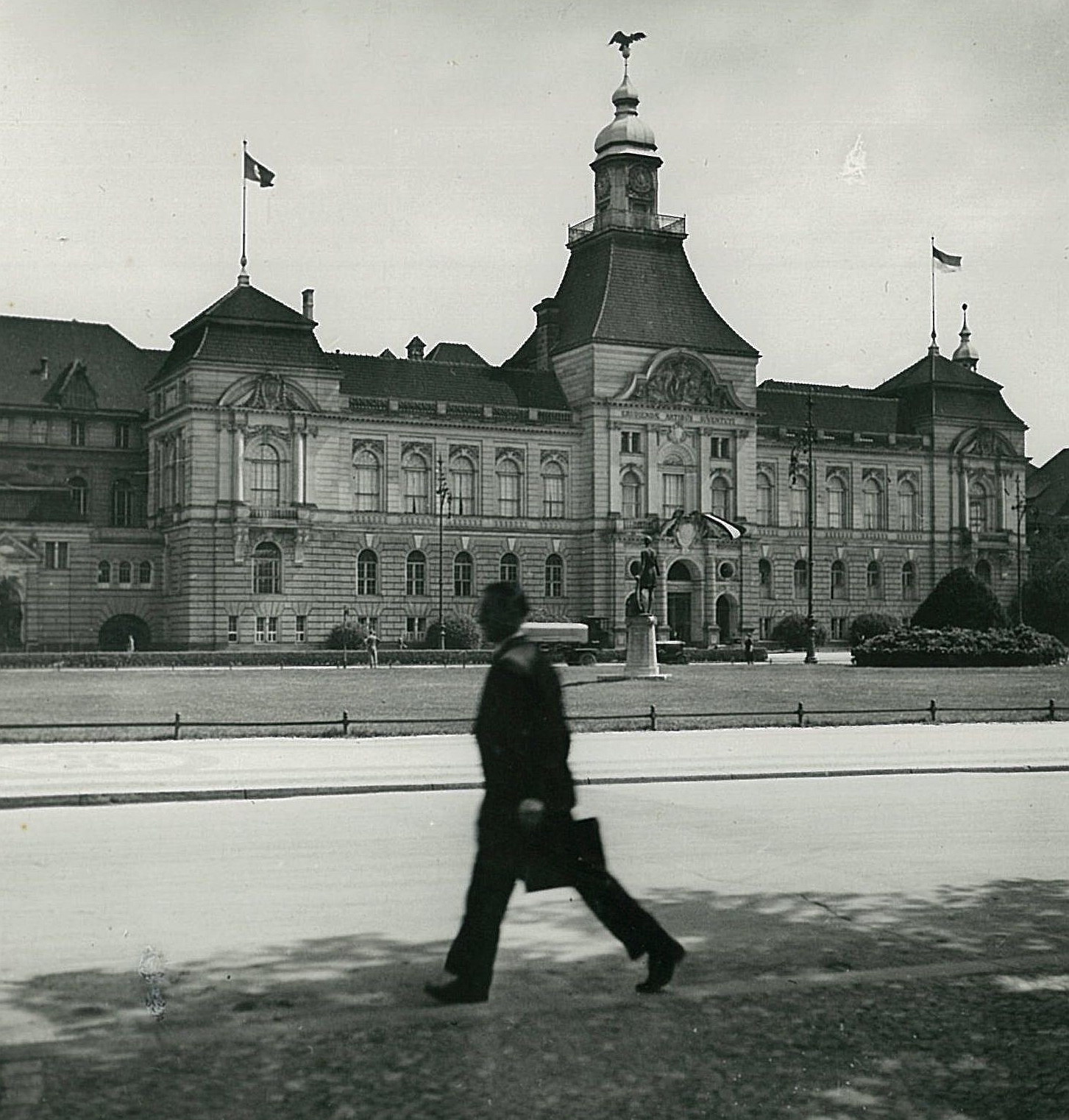
مبنى كلية الفنون التشكيلية في شارع هاردنبيرغ عام 1928

### كلية التصميم
تطرح كلية التصميم التخصصات التالية:
- تصميم الأزياء
- تصميم المنتجات
- الهندسة المعمارية
- الإتصال البصري
- التواصل الإجتماعي والتجاري
- الفن والإعلام

### كلية الموسيقى

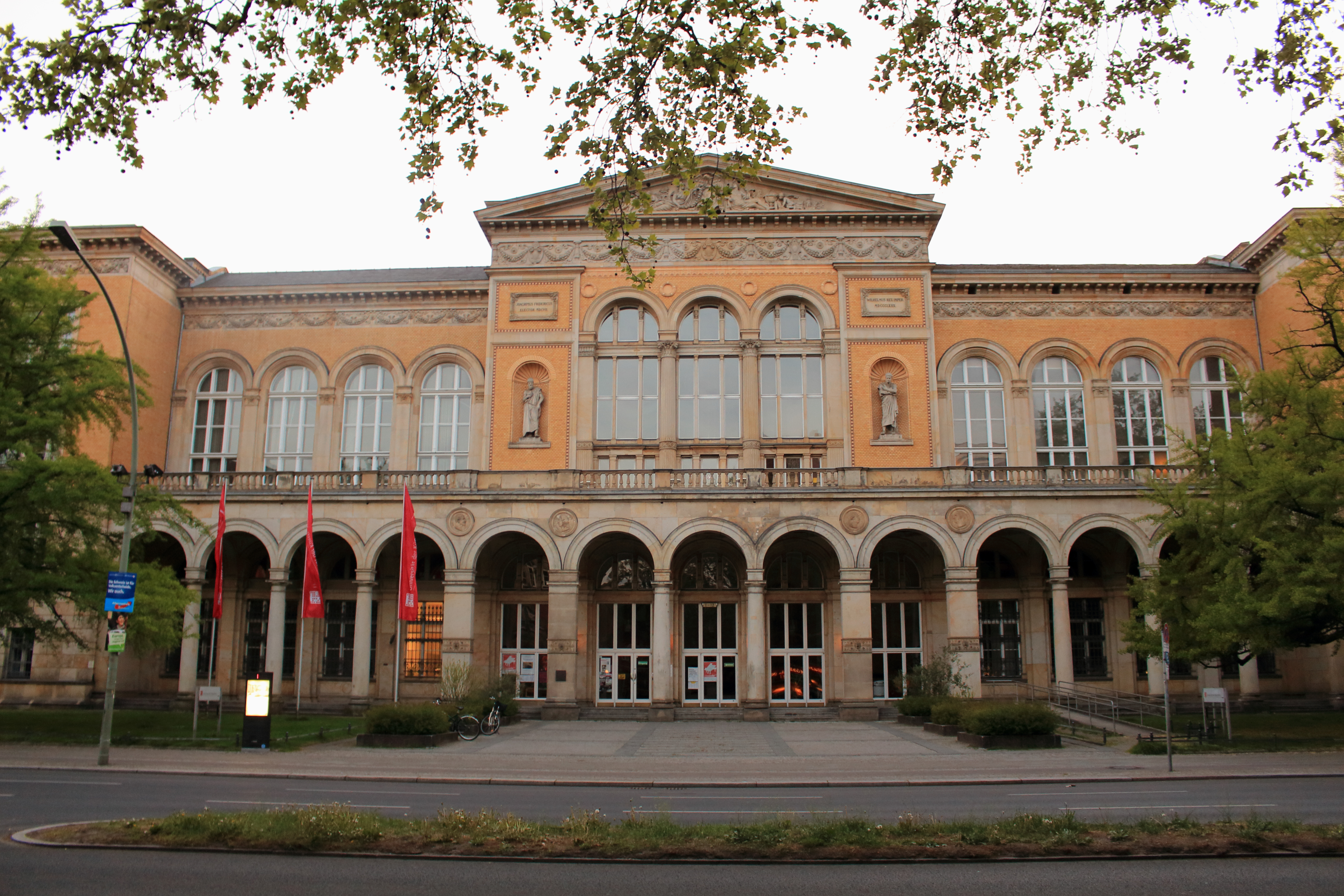
مبنى كلية الموسيقى في شارع بوندسآلي

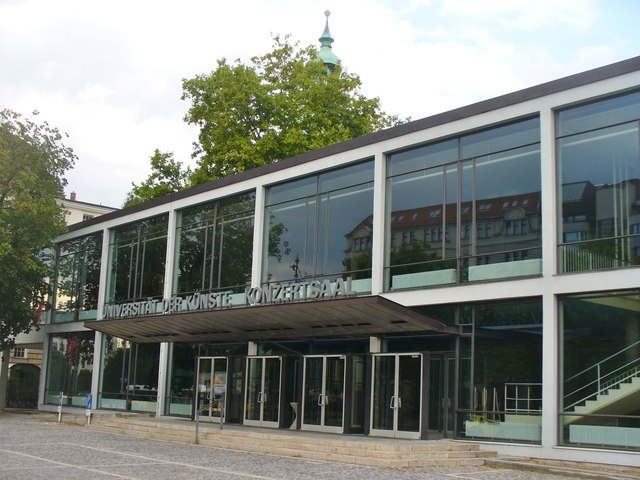
قاعة الحفلات الموسيقية التابعة للجامعة

- آلات الأوركسترا
- آلات المفاتيح
- قيادة الفرق الموسيقية
- تأليف الموسيقى
- الموسيقى الكنائسية
- تعليم الموسيقى
- التدريب الفني التربوي
- علم الموسيقى
- الجوقة الموسيقية

### كلية فنون الأداء

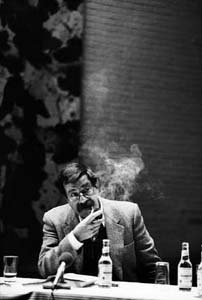
غونتر غراس، الحاصل على جائزة نوبل للأدب

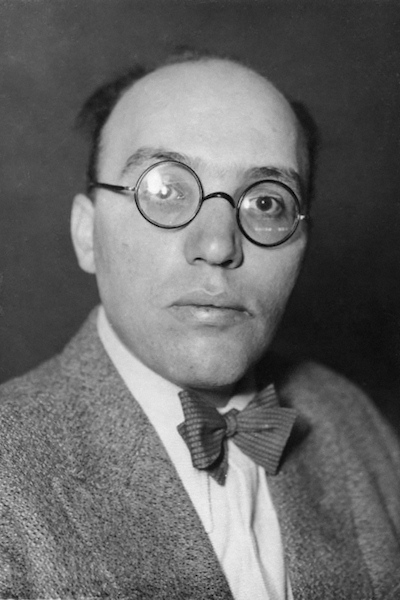
كورت ويل عام 1932

- الغناء والعلاج الموسيقى
- التمثيل
- العروض الموسيقية
- الديكور المسرحي
- صناعة الأزياء المسرحية
- الكتابة الإبداعية
- التعليم المسرحي

## أبرز خريجي الجامعة
- كلاوديو أراو، رسام
- كلاوديا بارينسكي، سوبرانو
- إستر برلين جويل، مصمم جرافيكي
- ف. و. بيرنشتاين، شاعر، رسام كاريكاتير وأكاديمي
- نوربيرتو بسكي، رسام
- انتونيو بيدادي، رسام ونحات هندي
- دانيالا كوماني، رسامة
- SEO فنانة كورية
- ماري فيلونغر، مغنية أوبرا [11]
- كارولين فيشر عازفة بيانو
- إدوارد فرانك
- كاثرين جاير، سوبرانو
- ريا جينستر، سوبرانو
- ليوبولد جودوسكي، عازف البيانو
- غونتر غراس، نحات وأحد الحائزين على جازة نوبل في الأدب
- بوركارد هيلد، رسام
- كارلا هينيوس، سوبرانو
- فيليب أ. هيرفورت عازف كمان، قائد أوركسترا
- أرنولف هيرمان، ملحن
- لي هوا، فنان
- علي قاف، فنان ألماني من أصل سوري
- كريستيان ليدن، عالم موسيقى الشعوب، ملحن وفنان
- كيم يوسوب، رسامة كورية
- أوتو كينكيلدي، عالم موسيقى
- أوتو كليمبيرر، قائد أوركسترا
- أوفي كروجر، ممثل ومغني
- فيليسيتاس كوكوك، ملحن
- جوزفين ميكسيبر، فنانة
- أونا هـ. مويركه، رسامة
- موريتز موسكوفسكي، عازف بيانو وملحن
- إيزابيل موندري، ملحنة
- أدولفو أودنوبوسوف، عازف تشيلو
- رودولف بولك، عازف كمان
- أنو بوبي، ملحن
- فنان ماكس راب
- هربرت شاختشنايدر، معلم صوتيات
- جابريل ومكسيم شامير، فناني جرافيك
- كريستين شيفر، سوبرانو
- مارتينا شوماخر، رسامة
- كاثرين سونتاغ، فنانة
- أغنيس ستافنهاغن، سوبرانو
- ريتشارد آكر تريثال، عازف بيانو ومؤلف موسيقي [12]
- كريستا فريدا فوجل، مصورة
- جوريند فويغت، فنانة
- اغناتس واغالتر، ملحن وقائد أوركسترا
- برونو والتر، قائد أوركسترا
- كورت ويل، ملحن
- وانغ شياو سونغ، فنان
- إيسانغ يون، ملحن